# Jöhstadt
Jöhstadt település Németországban, azon belül Szászország tartományban. Lakosainak száma 2493 fő (2023. december 31.). Jöhstadt Kryštofovy Hamry és Königswalde községekkel határos.

## Népesség
A település népességének változása:
| Lakosok száma | 2808 | 2701 | 2663 | 2539 | 2495 | 2493 |
|               | 2015 | 2017 | 2019 | 2021 | 2022 | 2023 |

## Látnivalók
Jöhstadt legismertebb látványossága az 1892-ben megnyitott, 23 km hosszú Preßnitztalbahn, amely Wolkenstein felé biztosított vasúti összeköttetést. A keskenynyomközű vasutat 1984-1986 között megszüntették, vonalát teljesen felszámolva. Egy vasútbarát egyesület 1992 és 2000 között a Jöhstadt és Steinbach közötti 8 kilométeres szakaszt újjáépítette, és azon múzeumvasúti üzemet rendezett be.